# Southport (New York)
Southport è un comune degli Stati Uniti d'America, situato nello stato di New York, nella contea di Chemung.